# Papà per una notte
Papà per una notte («Papá por una noche» en italiano) es una película de comedia romántica italiana de 1939 dirigida por Mario Bonnard y protagonizada por Sergio Tofano, Clelia Matania y Leonardo Cortese.
Se rodó en los Scalera Studios de Roma. Los decorados de la película fueron diseñados por el director de arte Gustav Abel.

## Reparto
- Sergio Tofano como Edmondo Fontages.
- Clelia Matania como Luisa.
- Carlo Romano como Agostino.
- Leonardo Cortese como Jacques Fontages.
- Gemma Bolognesi como Henriette Fontages.
- Ugo Ceseri como Pietro Gambier.
- Rosetta Tofano como Marietta.
- Barbara Nardi como Lulù.
- Jone Romano como tía Paolina.
- Giuseppe Luigi Mariani como el inspector del fisco.
- Aleardo Ward como el camarero.
- Carola Lotti como la camarera.
- Aristide Garbini como el conductor.